# 黑斑嵴塘鱧
黑斑嵴塘鳢，又名黑斑瘠塘鱧，俗名黑咕嚕仔。塘鳢科嵴塘鳢属的一种鱼类。

## 分布
本魚分布於印度西太平洋區，包括南非、印度、孟加拉、泰國、臺灣、新幾內亞等地區。

## 特徵
本魚體延長，頭部尖長，兩眼位魚頭部上方，口大而斜裂。體黑褐色，胸鰭大而長，腹鰭分離，尾柄長，胸鰭基部具2塊橘斑，背鰭硬棘7枚，背鰭軟條8枚，臀鰭硬棘1枚，臀鰭軟條7至8枚，體長可達18公分。

## 生態
本魚棲息在紅樹林區的沙泥底質水域，屬底棲性魚類，平時停棲在沙泥表面或樹枝氣根上，很少游動，屬肉食性，以小型底棲性無脊椎動物為食。

## 經濟利用
無任何經濟價值。